# Armored Core: Last Raven
Armored Core: Last Raven es un videojuego para la plataforma PlayStation 2 y pertenece al género mecha.
Este juego es el sucesor de Armored Core: Nexus y el último juego en seguir la línea argumental de Armored Core 3.
Como en entregas anteriores, el jugador toma el papel de un piloto de élite o Raven, el cual está a los mandos de un robot de combate llamado Amored Core, abreviado AC. El jugador tendrá que elegir a que facciones apoya seleccionando misiones, esto le ayudará a mejorar su AC a partir de piezas que se pueden comprar en los almacenes, por afinidad a una facción o bien tras cumplir ciertos requisitos de alguna misión.